# Pneumostome

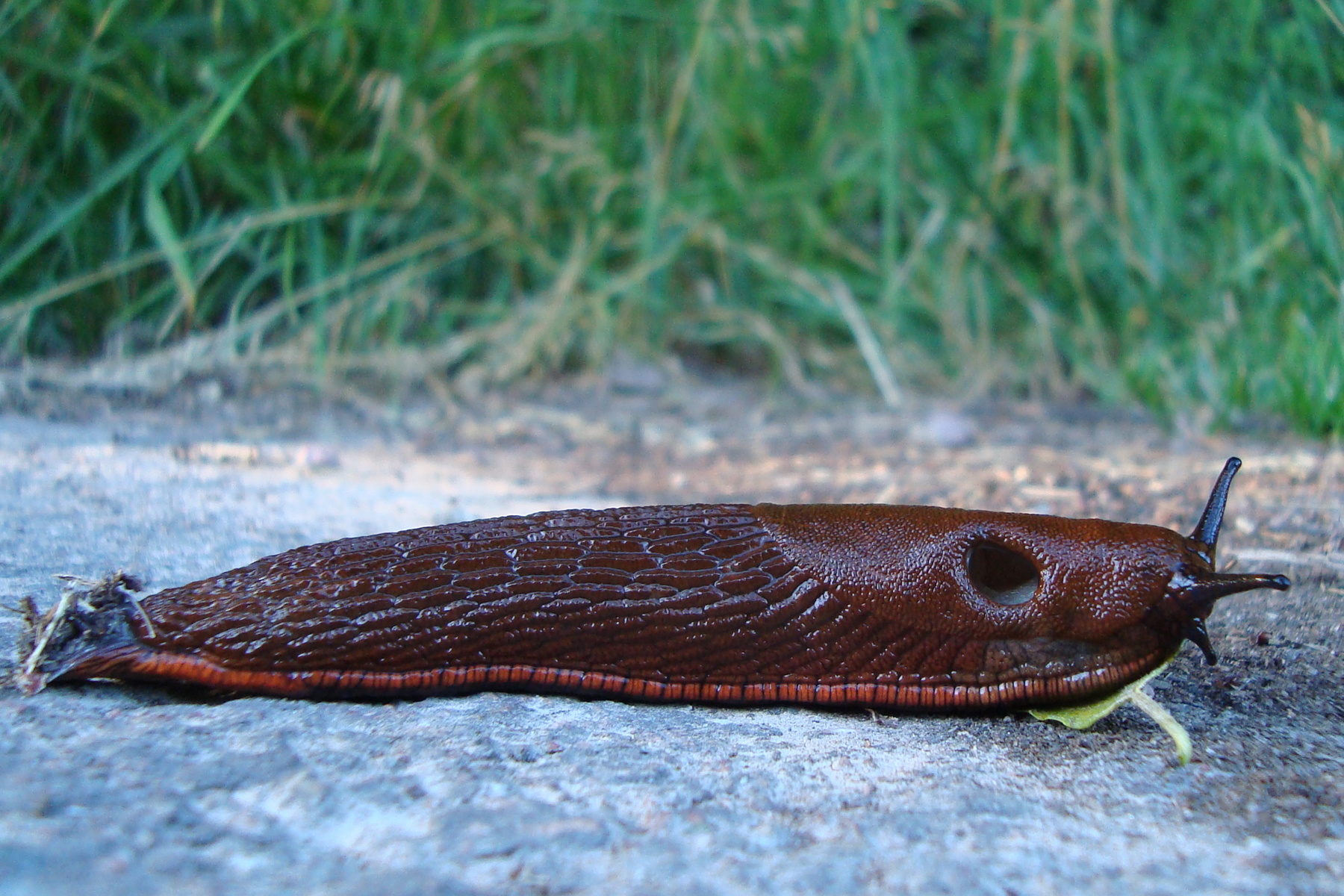
Öppen pneumostome hos en skogssnigel (Arion sp.).

Pneumostome (nr 5) på en snäcka.

Pneumostome, även kallad andningspor eller andningshål, är den yttre delen av respirationssystemet hos lungsnäckor (Pulmonata). Pneumostomet är väl synligt hos sniglar, men kan vara svårt att upptäcka hos snäckor, främst på grund av skalet. Poren sitter oftast på djurets högra sida, men sitter hos vissa arter mitt på ryggen. Hos sniglarna sitter den på manteln (ryggskölden) och placeringen av poren kan hjälpa till vid artbestämning.
Organet finns främst på landlevande sniglar och snäckor, men Physidae, Planorbidae och Lymnaeidae använder pneumostomet som komplement till sin syreupptagning genom huden vid låga syrenivårer i vattnet.
För att minimera vätskeförlust och förhindra uttorkning hålls pneumostomet stängt så mycket det går vid torra förhållanden. En undersökning på arten Umax maximus visade att snigeln börjar stänga poren med tätare mellanrum vid en vätskeförlust på 15–20 % av kroppsvikten.